# Прорезная улица (Киев, Шевченковский район)
Прорезная улица — улица в Шевченковском районе города Киева. Проходит от Крещатика до Владимирской улицы.
К Прорезной улице прилегают улицы Евгения Чикаленко, Бориса Гринченко и Паторжинского.

## История
Возникла в конце 1840-х — начале 1850-х годов (на картосхеме Киева за 1848 год показана запроектированной). Старейшее из известных названий — Мартыновская. В 1850-е годы, кроме этого названия, получила также наименование Золотокрещатицкая и Прорезная (прорезана сквозь земляной вал старокиевских укреплений времён Ярослава Мудрого).
В 1863—1919 годах официально именовалась Васильчиковской (по имени киевского генерал-губернатора И. И. Васильчикова). Но неофициально широко употреблялось её современное название. В 1919—1990 годах носила название улица Свердлова, в честь Якова Свердлова. Нынешнее историческое название было возвращено в 1990 году.

Посредине Прорезной на Музыкальном переулке располагались Концертный зал консерватории и музыкальная школа (построенные по проекту архитектора Иосифа Каракиса), оба здания разрушены при взрыве Киева в 1941 году.

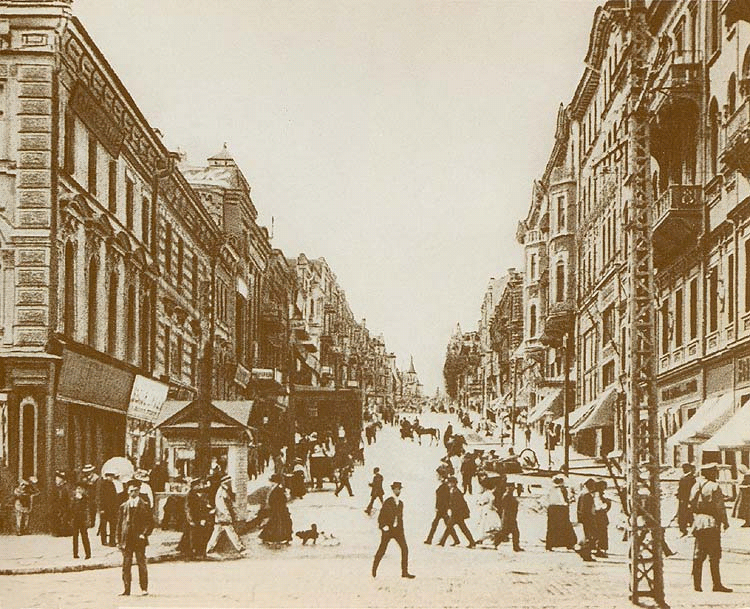
Фотография начала XX века.

Нижняя часть улицы (от Крещатика до улицы Пушкинской) была разрушена в 1941—1943 годах. После войны вместо старой застройки построены новые дома, взамен за счёт «сдвигания» застройки на 50—100 метров от красной линии, образована зелёная зона.
В Киеве также существует другая Прорезная улица — в Беличах.
Станции метрополитена: Золотые ворота, Майдан Незалежности, Крещатик.

## Памятники и памятные знаки
В зелёной зоне с периодичностью в несколько лет появились три памятника. Первым — в 1998 году — был установлен памятник Михаилу Паниковскому, персонажу романа Ильфа и Петрова «Золотой телёнок». В 2001 году открыт памятник Махтумкули Фраги (скульптор Сейит Артыкмамедов), туркменскому поэту и мыслителю . В 2002 году — памятник украинскому режиссёру Лесю Курбасу (скульптор Николай Рапай). Памятная доска Курбасу (скульптор Николай Рапай) установлена на доме № 17 — именно в этом здании работал основанный режиссёром «Молодой театр», а с 1990 года здесь располагается восстановленный «Молодой театр».

## Здания, имеющие историческую и архитектурную ценность, памятники архитектуры
- № 8 — здание «Киевметростроя»
- № 17 — здание (1902), где работал и работает Киевский академический Молодой театр);
- № 25 — жилой дом (конец ХІХ — нач. XX века).

Дома № 8, 9, 11, 12, 18, 19, 20, 21, 22, 23, 25, 27 построены в конце ХІХ — в 1-й трети XX века.